# Bolus doza analgetika
Bolus doza analgetika je količina analgetika koja se isporučuje pacijentu kada on sam aktivira infuzionu pumpu u pacijent kontrolisanoj anelgeziji. Optimalna bolus doza mora biti adekvatna analgeziji sa minimalnim neželjenim efektima.

## Opšta razmatranja
Glvane karakteristike bolus doze:
- Da omogućava pacijentu da se do aktiviranja infuzione pumpe obezboli, i zato je efekat pojedinačne bolus doze bitan.
- Da pojedinačna doza ne sme biti previše mala - izostaje adekvatne analgezije
- Da pojedinačna doza ne sme biti previše velika - porast plazma koncentracije do toksičnog nivoa, zbog rizika od prevelike sedacije i respiratorne depresije.

### Primeri bolus doza
Primeri optimalnih bolus doza za pojedine analgetike; su za:
- Morfin 1mg
- Petidin (Dolantin) 10 mg
- Fentanil 20 mcg
- Remifentanil 50 mcg

### Kombinovana primena analgetika u bolus dozi
Kombinovana primena analgetika u pacijent kontrolisanoj analgeziji omogućuje njihovu aplikaciju u manjim dozama, uz istovremeno smanjenje rizika od neželjenih dejstava. Tako npr. tramadol i metamizol se često koriste u terapiji akutnog postoperativnog bola u bolus dozama. Međutim, kontinuirana primena ova dva analgetika je efikasnija3, jer se ovim načinom za kratko vreme, postiže peak-plazma koncentracija, koja se u narednim satima održava, prilagođavanjem brzine infuzije.

## Literatura
- Levy M, Zylber Katz E, Rosenkranz B (1995). „Clinical pharacocinetics of dipyrone and its metabolites”. Clin Pharmacokin. 28 (3): 216—234. PMID 7758252. S2CID 20769991. doi:10.2165/00003088-199528030-00004..
- Raffa, B.; Friderichs, E.; Reimann, W.;  . (1993). „Complementary and synergistic antinociceptive interaction between the enantiomers of tramadol”. J Pharmacol. 267: 331—40.
- Grond, S.; Sablotzki, A. (2004). „Clinical pharmacology of tramadol”. Clin Pharmac. 43 (13): 879—923. PMID 15509185. S2CID 32347667. doi:10.2165/00003088-200443130-00004..
- Stamer U, Lehnen K, Hother F;  . (2003). „Impact of CYP2D6 genotype on postoperative tramadol analgesia”. Pain.: 231—238..
- Crombie, JM (1876). „On the self-administration of chloroform”. The Practitioner. 16 (2): 97—101. ISSN 0032-6518. Приступљено 2. 8. 2018.
- Kleiman, R. L.; Lipman, A. G.; Hare, B. D.; MacDonald, S. D. (1988). „A comparison of morphine administered by patient-controlled analgesia and regularly scheduled intramuscular injection in severe, postoperative pain”. J Pain Sympt Manag. 3 (1): 15—22. PMID 3351344. doi:10.1016/0885-3924(88)90133-9.
- Sechzer, PH (1971). „Studies in pain with the analgesic-demand system”. Anesthesia and Analgesia. 50 (1): 1—10. ISSN 0003-2999. PMID 5100236. S2CID 39886476. doi:10.1213/00000539-197101000-00001.
- Fast Fact and Concept #085: Epidural Analgesia, End of Life/Palliative Education Resource Center, Medical College of Wisconsin
- White, P. F. (1988). „Use of patient-controlled analgesia for the treatment of acute pain.”. JAMA. 259: 242—247.
- Tighe, P.; Wendling, L.; Patel, A.;  . (2015). „Clinically derived early postoperative pain trajectories differ by age,sex and type of surgery”. Pain. 156 (4): 609—617. PMC 4367128 . PMID 25790453. doi:10.1097/01.j.pain.0000460352.07836.0d.
- Macintyre, P.; Jarvis, D. (1996). „Age is the best predictor of postoperative morphine requirements”. Pain. 64 (2): 357—364. PMID 8740614. S2CID 6769142. doi:10.1016/0304-3959(95)00128-X..
- Lempa, M.; Kohler L. (1999). „Postoperative pain relief in morbidly obese patient:feasibility study of a combined dipyrone/tramadol infusion.”. Pain. 2: 172—175..

## Spoljašnje veze
|  | Molimo Vas, obratite pažnju na važno upozorenje u vezi sa temama iz oblasti medicine (zdravlja). |